# Pseudoperipteral

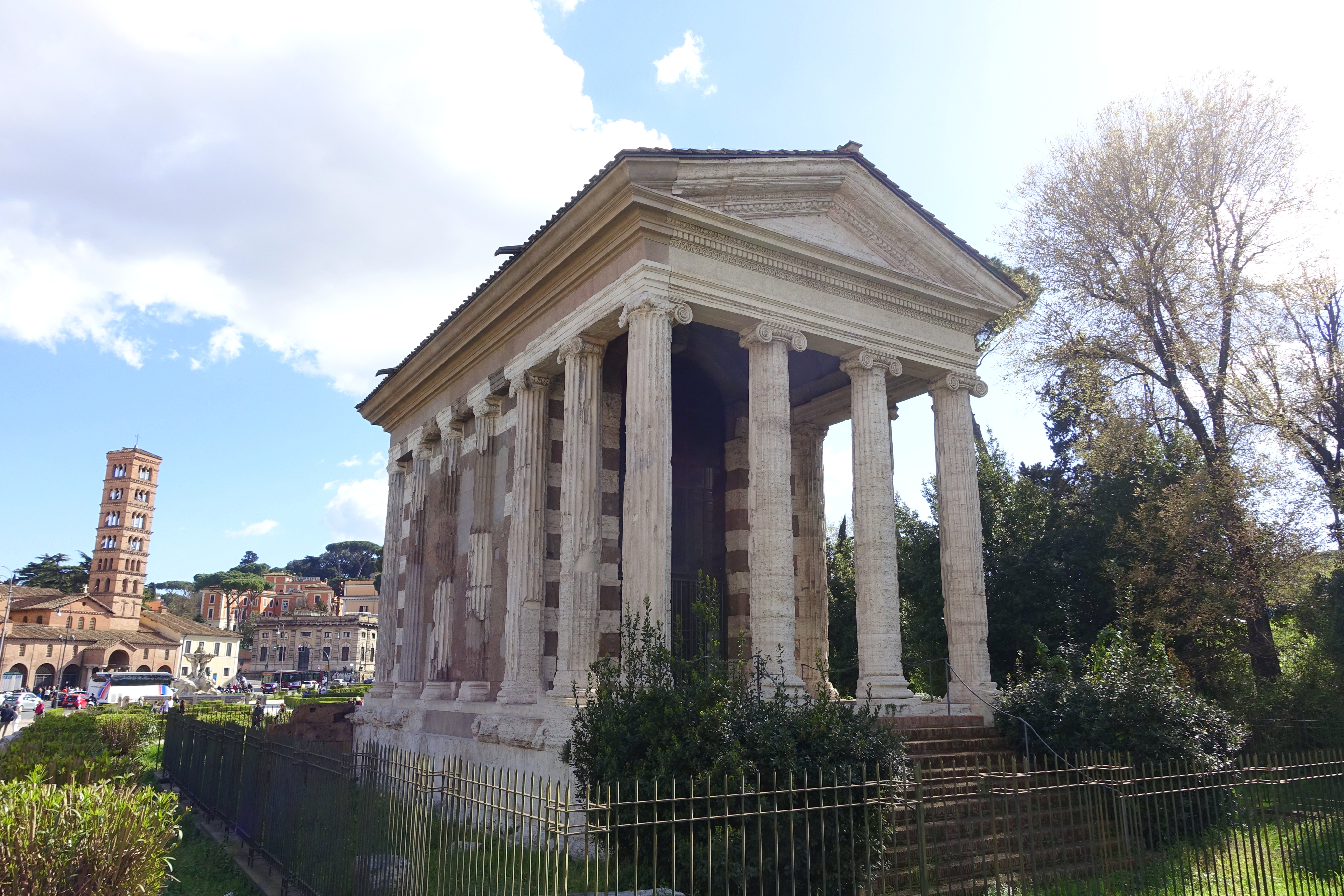
Portunustemplet i Rom utgör ett exempel på ett pseudoperipteralt tempel.

Pseudoperipteral avser en byggnad där portiken har fristående kolonner men långväggarna har halvkolonner (engagerade kolonner) eller pilastrar.

## Bilder

Schematisk plan över ett pseudoperipteralt tempel med två portiker.

### Webbkällor
- ”Pseudoperipteral”. Merriam-Webster. https://www.merriam-webster.com/dictionary/pseudoperipteral. Läst 6 juli 2020.